# إصفهانك عليا
إصفهانك عليا (بالإنجليزية: Esfahanak-e Olya)‏ هي قرية تقع في قسم تشنارود الشمالي الريفي (مقاطعة تشادغان) في إيران. يقدر عدد سكانها بـ 62 نسمة بحسب إحصاء 2016.